# Dagfinn Bakke
Pour les articles homonymes, voir Bakke.
Dagfinn Ingolf Bakke, né le 16 août 1933 à Lødingen et mort le 1er janvier 2019 à Svolvær, est un artiste peintre et illustrateur et dessinateur de presse norvégien,,.

## Biographie
Dagfinn Bakke a grandi à Kanstadbotnen dans la commune de Lødingen ; il vit et travaille à Svolvær,.
Il a dessiné pour beaucoup de livres et de journaux, notamment pour l'édition du Lofotposten (no) de 1956 à 1992. En tant qu'illustrateur, il a essentiellement produit des illustrations humoristiques à l'aquarelle et l'encre de Chine. Certains figurent dans les livres de la série Oluf, écrits par Arthur Arntzen (en). En tant qu'artiste peintre, Dagfinn Bakke produit des aquarelles et des œuvres graphiques. Plusieurs de ses œuvres sont exposées en Norvège et à l'étranger ; certaines sont parfois achetées par le musée national de l'art, de l'architecture et du design, où elles figurent,. Elles représentent principalement des paysages du nord de la Norvège, qu'il retranscrit dans un style naturaliste.